# Liste der Stolpersteine in Kitzingen

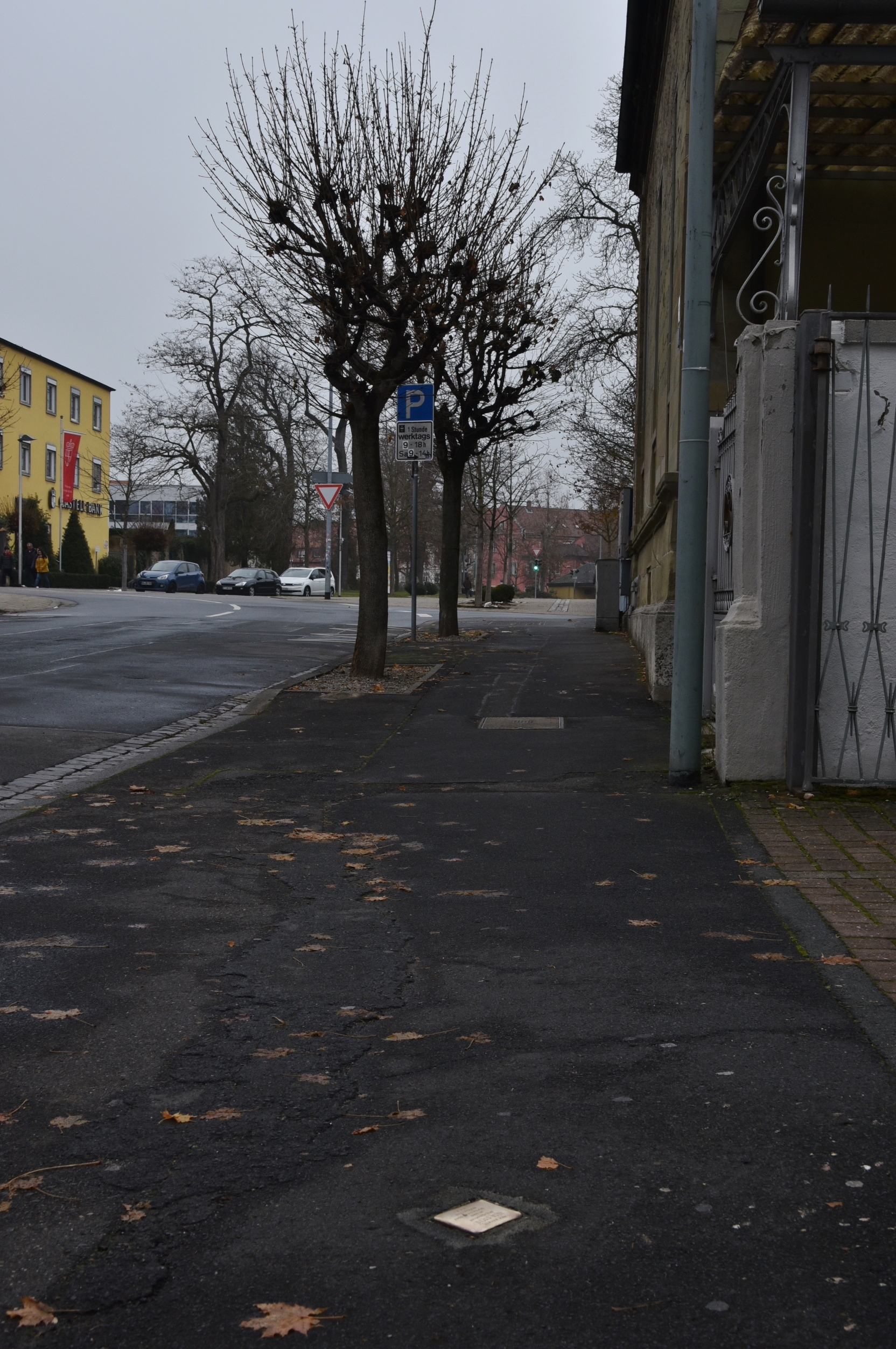
Stolperstein in der Moltkestraße

Die Liste der Stolpersteine in Kitzingen führt die vom Künstler Gunter Demnig verlegten Stolpersteine in der Stadt Kitzingen auf.
Die ersten Verlegungen in der Stadt fanden im Mai 2004 statt.

## Verlegte Stolpersteine
In Kitzingen wurden achtzig Stolpersteine verlegt.
| Stolperstein                                                      | Inschrift                                                                                          | Verlegeort                      | Name, Leben                       |
| ----------------------------------------------------------------- | -------------------------------------------------------------------------------------------------- | ------------------------------- | --------------------------------- |
| Stolperstein Kitzingen Erny Abraham                               | HIER WOHNTE ERNY ABRAHAM GEB. STEIN JG. 1898 DEPORTIERT 1942 ERMORDET IN AUSCHWITZ                 | Friedrich-Ebert-Straße 18 · ()  | Erny Abraham geb. Stein           |
| Stolperstein Kitzingen Rosenstraße 26 Edith Adler                 | HIER WOHNTE EDITH ADLER JG. 1899 DEPORTIERT 1941 RIGA ERMORDET                                     | Rosenstraße 26 · ()             | Edith Adler                       |
| Stolperstein Kitzingen Horst Bauer                                | HIER WOHNTE HORST BAUER JG. 1925 DEPORTIERT 1942 IZBICA ?                                          | Kanzler-Stürzel-Straße 12 · ()  | Horst Bauer                       |
| Stolperstein Kitzingen Traude Bauer                               | HIER WOHNTE TRAUDE BAUER JG. 1923 DEPORTIERT 1942 IZBICA ?                                         | Kanzler-Stürzel-Straße 12 · ()  | Traude Bauer                      |
| Stolperstein Kitzingen Walter Arnold Bauer                        | HIER WOHNTE WALTER ARNOLD BAUER JG. 1938 DEPORTIERT 1942 IZBICA ?                                  | Paul-Eber-Straße 1 ()           | Walter Arnold Bauer               |
| Stolperstein Kitzingen Amalie Blum                                | HIER WOHNTE AMALIE BLUM GEB. FROHMANN JG. 1860 DEPORTIERT 1942 THERESIENSTADT ERMORDET 27.4.1943   | Landwehrstraße 15 · ()          | Amalie Blum geb. Frohmann         |
| Stolperstein Kitzingen Eugen Blum                                 | HIER WOHNTE EUGEN BLUM JG. 1896 UMZUG/HEIRAT 1935 PIRMASENS SCHICKSAL UNBEKANNT                    | Landwehrstraße 15 · ()          | Eugen Blum                        |
| Stolperstein Kitzingen Adolf Charon                               | HIER WOHNTE ADOLF CHARON JG. 1878 DEPORTIERT 1942 IZBICA ?                                         | Hindenburgring Süd 1 · ()       | Adolf Charon                      |
| Stolperstein Kitzingen Luitpoldstraße 14 Denny Ebstein            | HIER WOHNTE DENNY EBSTEIN JG. 1938 DEPORTIERT 1942 IZBICA ?                                        | Luitpoldstraße 14 · ()          | Denny Ebstein                     |
| Stolperstein Kitzingen Bismarckstraße 5 Erich Eichenbronner       | HIER WOHNTE ERICH EICHENBRONNER JG. 1915 DEPORTIERT 1942 MAJDANEK ?                                | Bismarckstraße 5 · ()           | Erich Eichenbronner               |
| Stolperstein Kitzingen Rita Eichenbronner Wörthstraße 26          | HIER WOHNTE RITA EICHENBRONNER GEB. STERN JG. 1937 EXIL 1936 PALÄSTINA                             | Wörthstraße 26 · ()             | Rita Eichenbronner geb. Stern     |
| Stolperstein Kitzingen Stefan Eichenbronner Wörthstraße 26        | HIER WOHNTE STEFAN EICHENBRONNER JG. 1905 EXIL 1933 PALÄSTINA                                      | Wörthstraße 26 · ()             | Stefan Eichenbronner              |
| Stolperstein Kitzingen Robert Einstädter Friedenstraße 1 A        | HIER WOHNTE ROBERT EINSTÄDTER JG. 1880 DEPORTIERT 1942 KRASNICZY ERMORDET                          | Friedenstraße 1 A · ()          | Robert Einstädter                 |
| Stolperstein Kitzingen Siegbert Friedmann Landwehrstraße 23       | HIER LEHRTE SIEGBERT FRIEDMANN JG. 1880 DEPORTIERT 1942 IZBICA ERMORDET IN MINSK                   | Landwehrstraße 23 ()            | Siegbert Friedmann                |
| Stolperstein Kitzingen Abraham Fuchs Schrannenstraße 57           | HIER WOHNTE ABRAHAM FUCHS JG. 1885 DEPORTIERT 1942 IZBICA ?                                        | Schrannenstraße 57 ()           | Abraham Fuchs                     |
| Stolperstein Kitzingen Alfred 'Fredi' Fuchs Schrannenstraße 57    | HIER WOHNTE ALFRED 'FREDI' FUCHS JG. 1923 DEPORTIERT ERMORDET IN AUSCHWITZ                         | Schrannenstraße 57 ()           | Alfred Fuchs                      |
| Stolperstein Kitzingen Mathilde Fuchs Schrannenstraße 57          | HIER WOHNTE MATHILDE FUCHS GEB. ADLER JG. 1886 DEPORTIERT 1942 IZBICA ?                            | Schrannenstraße 57 ()           | Mathilde Fuchs geb. Adler         |
| Stolperstein Kitzingen Bismarckstraße 11 Kurt Jeremias Gern       | HIER WOHNTE KURT JEREMIAS GERN JG. 1914 DEPORTIERT 1943 ERMORDET IN AUSCHWITZ                      | Bismarckstraße 11 · ()          | Kurt Jeremias Gern                |
| Stolperstein Kitzingen Bismarckstraße 11 Louis Gern               | HIER WOHNTE LOUIS GERN JG. 1877 DEPORTIERT 1942 IZBICA ?                                           | Bismarckstraße 11 · ()          | Louis Gern                        |
| Stolperstein Kitzingen Bismarckstraße 11 Recha Gern               | HIER WOHNTE RECHA GERN GEB. KAHN JG. 1885 DEPORTIERT 1942 IZBICA ?                                 | Bismarckstraße 11 · ()          | Recha Gern geb. Kahn              |
| Stolperstein Kitzingen Bismarckstraße 7 Gustav Gerst              | HIER WOHNTE GUSTAV GERST JG. 1871 DEPORTIERT 1942 THERESIENSTADT ERMORDET 24.2.1944                | Bismarckstraße 7 · ()           | Gustav Gerst                      |
| Stolperstein Kitzingen Lindenstraße 4 Julius Glückstein           | HIER WOHNTE JULIUS GLÜCKSTEIN JG. 1905 ERSCHOSSEN IN SACHSENHAUSEN 28. MAI 1942                    | Lindenstraße 4 · ()             | Julius Glückstein                 |
|                                                                   | HIER WOHNTE JUSTIN HAHN JG. 1921 DEPORTIERT AUS WESTERBORK ERMORDET 4.2.1945 BERGEN-BELSEN         | Innere-Sulzfelder-Straße 6 · () | Justin Hahn                       |
|                                                                   | HIER WOHNTE ROSA HAHN GEB. SONDHEIM JG. 1881 DEPORTIERT 1942 IZBICA ?                              | Innere-Sulzfelder-Straße 6 · () | Rosa Hahn geb. Sondheim           |
|                                                                   | HIER WOHNTE SIMON HAHN JG. 1881 DEPORTIERT 1942 IZBICA ?                                           | Innere-Sulzfelder-Straße 6 · () | Simon Hahn                        |
| Stolperstein Kitzingen Obere Bachgasse 26 Lina Hichberger         | HIER WOHNTE LINA HICHBERGER JG. 1873 DEPORTIERT 1942 THERESIENSTADT ERMORDET 4.2.1943              | Obere Bachgasse 26 · ()         | Lina Hichberger                   |
| Stolperstein Kitzingen Obere Bachgasse 26 Moritz Hichberger       | HIER WOHNTE MORITZ HICHBERGER JG. 1873 DEPORTIERT 1942 THERESIENSTADT ERMORDET 27.12.1942          | Obere Bachgasse 26 · ()         | Moritz Hichberger                 |
|                                                                   | HIER WOHNTE SOPHIE HICHBERGER JG. 1870 DEPORTIERT 1942 THERESIENSTADT TREBLINKA ?                  | Gustav-Adolf-Platz 5 · ()       | Sophie Hichberger                 |
|                                                                   | HIER WOHNTE SELMA HIRSCH GEB. SILBER JG. 1874 DEPORTIERT 1942 THERESIENSTADT ERMORDET IN MINSK     | Schrannenstraße 36 · ()         | Selma Hirsch geb. Silber          |
| Stolperstein Kitzingen Lindenstraße 4 Berta Jakubowicz            | HIER WOHNTE BERTA JAKUBOWICZ GEB. GLÜCKSTEIN JG. 1909 DEPORTIERT 1942 IZBICA ?                     | Lindenstraße 4 · ()             | Berta Jakubowicz geb. Glückstein  |
| Stolperstein Kitzingen Lindenstraße 4 Jonas Jakubowicz            | HIER WOHNTE JONAS JAKUBOWICZ JG. 1910 DEPORTIERT 1942 IZBICA ?                                     | Lindenstraße 4 · ()             | Jonas Jakubowicz                  |
| Stolperstein Kitzingen Lindenstraße 4 Renate Jakubowicz           | HIER WOHNTE RENATE JAKUBOWICZ JG. 1936 DEPORTIERT 1942 IZBICA ?                                    | Lindenstraße 4 · ()             | Renate Jakubowicz                 |
|                                                                   | HIER WOHNTE ABRAHAM KATZMANN JG. 1878 DEPORTIERT 1942 IZBICA ?                                     | Bismarckstraße 12 · ()          | Abraham Katzmann                  |
| Stolperstein Kitzingen Bismarckstraße 3B Emanuel Katzmann         | HIER WOHNTE EMANUEL KATZMANN JG. 1884 DEPORTIERT 1942 IZBICA ERMORDET                              | Bismarckstraße 3B · ()          | Emanuel Katzmann                  |
| Stolperstein Kitzingen Bismarckstraße 3B Frida Katzmann           | HIER WOHNTE FRIDA KATZMANN GEB. MANDELBAUM JG. 1895 DEPORTIERT 1942 IZBICA ERMORDET                | Bismarckstraße 3B · ()          | Frida Katzmann                    |
| Stolperstein Kitzingen Bismarckstraße 4 Gerhard Katzmann          | HIER WOHNTE GERHARD KATZMANN JG. 1924 DEPORTIERT 1942 IZBICA ?                                     | Bismarckstraße 4 · ()           | Gerhard Katzmann                  |
| Stolperstein Kitzingen Bismarckstraße 3B Gert Gerson Katzmann     | HIER WOHNTE GERT GERSON KATZMANN JG. 1923 DEPORTIERT 1942 IZBICA ERMORDET                          | Bismarckstraße 3B · ()          | Gert Gerson Katzmann              |
| Stolperstein Kitzingen Bismarckstraße 3B Gertrude Katzmann        | HIER WOHNTE GERTRUDE KATZMANN JG. 1930 DEPORTIERT 1942 IZBICA ERMORDET                             | Bismarckstraße 3B · ()          | Gertrude Katzmann                 |
| Stolperstein Kitzingen Bismarckstraße 3B Jette Katzmann           | HIER WOHNTE JETTE KATZMANN JG. 1921 DEPORTIERT 1942 IZBICA ERMORDET                                | Bismarckstraße 3B · ()          | Jette Katzmann                    |
| Stolperstein Kitzingen Bismarckstraße 4 Moritz Katzmann           | HIER WOHNTE MORITZ KATZMANN JG. 1880 DEPORTIERT 1942 IZBICA ?                                      | Bismarckstraße 4 · ()           | Moritz Katzmann                   |
| Stolperstein Kitzingen Würzburger Straße 5 Hermine Klein          | HIER WOHNTE HERMINE KLEIN JG. 1920 DEPORTIERT 1942 IZBICA ?                                        | Würzburger Straße 5 · ()        | Hermine Klein                     |
| Stolperstein Kitzingen Ritterstraße 8 Samuel Liebenstein          | HIER WOHNTE SAMUEL LIEBENSTEIN JG. 1876 GESTAPOHAFT 1941 DACHAU TOT 5.8.1941 BUCHENWALD            | Ritterstraße 8 ()               | Samuel Liebenstein                |
| Stolperstein Kitzingen Betty Lustig                               | HIER WOHNTE BETTY LUSTIG GEB. FEUCHTWANGER JG. 1888 DEPORTIERT 1942 IZBICA ?                       | Paul-Eber-Straße 1 ()           | Betty Lustig geb. Feuchtwanger    |
|                                                                   | HIER WOHNTE EDITH MAIER JG. 1922 DEPORTIERT 1942 THERESIENSTADT 1944 AUSCHWITZ ERMORDET            | Landwehrstraße 15 · ()          | Edith Maier                       |
|                                                                   | HIER WOHNTE HEDWIG MAIER GEB. BLUM JG. 1886 DEPORTIERT 1942 THERESIENSTADT 1944 AUSCHWITZ ERMORDET | Landwehrstraße 15 · ()          | Hedwig Maier                      |
| Stolperstein Kitzingen Herrnstraße 13 Julie Mayer                 | HIER WOHNTE JULIE MAYER GEB. MAINZER JG. 1862 DEPORTIERT 1942 THERESINSTADT ERMORDET 11.9.1942     | Herrnstraße 13 · ()             | Julie Mayer geb. Mainzer          |
| Stolperstein Kitzingen Kaiserstraße 36 Siegfried Mayer            | HIER WOHNTE SIEGFRIED MAYER JG. 1896 GESTAPOHAFT SELBSTMORD 15.12.1941                             | Kaiserstraße 36 · ()            | Siegfried Mayer                   |
| Stolperstein Kitzingen Herrnstraße 13 Sussmann Mayer              | HIER WOHNTE SUSSMANN MAYER JG. 1888 DEPORTIERT 1942 IZBICA ?                                       | Herrnstraße 13 · ()             | Sussmann Mayer                    |
| Stolperstein Kitzingen Benno Oppenheimer                          | HIER WOHNTE BENNO OPPENHEIMER JG. 1907 GESTAPOHAFT 1933 SACHSENHAUSEN FLUCHT IN DEN TOD 10.5.1940  | Friedrich-Ebert-Straße 18 · ()  | Benno Oppenheimer                 |
| Stolperstein Kitzingen Rosenstraße 13 Gerda Oppenheimer           | HIER WOHNTE GERDA OPPENHEIMER JG. 1922 DEPORTIERT 1942 IZBICA ?                                    | Rosenstraße 13 ()               | Gerda Oppenheimer                 |
|                                                                   | HIER WOHNTE ISAAK OPPENHEIMER JG. 1879 DEPORTIERT 1942 IZBICA ERMORDET                             | Friedrich-Ebert-Straße 18 · ()  | Isaak Oppenheimer                 |
| Stolperstein Kitzingen Rosenstraße 13 Marianne Oppenheimer        | HIER WOHNTE MARIANNE OPPENHEIMER JG. 1927 DEPORTIERT 1942 IZBICA ?                                 | Rosenstraße 13 ()               | Marianne Oppenheimer              |
|                                                                   | HIER WOHNTE MINA OPPENHEIMER GEB. SUSSMANN JG. 1893 DEPORTIERT 1942 IZBICA ERMORDET                | Friedrich-Ebert-Straße 18 · ()  | Mina Oppenheimer                  |
| Stolperstein Kitzingen Rosenstraße 26 Emil Reich                  | HIER WOHNTE EMIL REICH JG. 1884 VERHAFTET SACHSENHAUSEN ERMORDET 12.1.1940                         | Rosenstraße 26 · ()             | Emil Reich                        |
| Stolperstein Kitzingen Rosenstraße 26 Meta Reich                  | HIER WOHNTE META REICH GEB. STERN JG. 1888 DEPORTIERT 1942 IZBICA ?                                | Rosenstraße 26 · ()             | Meta Reich geb. Stern             |
| Stolperstein Kitzingen Schweizer Gasse 2 Rena Reich               | HIER WOHNTE RENA REICH JG. 1927 DEPORTIERT 1942 IZBICA ?                                           | Schweizer Gasse 2 · ()          | Rena Reich                        |
| Stolperstein Kitzingen Rosenstraße 26 Ruth Reich                  | HIER WOHNTE RUTH REICH JG. 1922 DEPORTIERT 1942 IZBICA ?                                           | Rosenstraße 26 · ()             | Ruth Reich                        |
| Stolperstein Kitzingen Rosenstraße 10 Emma Reinthaler             | HIER WOHNTE EMMA REINTHALER GEB. KAMM JG. 1888 DEPORTIERT ?                                        | Rosenstraße 10 ()               | Emma Reinthaler geb. Kamm         |
| Stolperstein Kitzingen Rosenstraße 10 Georg Reinthaler            | HIER WOHNTE GEORG REINTHALER JG. 1922 DEPORTIERT 1943 ERMORDET IN AUSCHWITZ                        | Rosenstraße 10 ()               | Georg Reinthaler                  |
| Stolperstein Kitzingen Kanzler-Stürzel-Straße 7 Bertha Rothschild | HIER WOHNTE BERTHA ROTHSCHILD GEB. GOLOMB JG. 1891 DEPORTIERT AUSCHWITZ ERMORDET                   | Kanzler-Stürzel-Straße 7 ()     | Bertha Rothschild geb. Golomb     |
| Stolperstein Kitzingen Kanzler-Stürzel-Straße 7 Moritz Rothschild | HIER WOHNTE MORITZ ROTHSCHILD JG. 1883 DEPORTIERT AUSCHWITZ ERMORDET 23.11.1942                    | Kanzler-Stürzel-Straße 7 ()     | Moritz Rothschild                 |
| Stolperstein Kitzingen Albert Rothstein                           | HIER WOHNTE ALBERT ROTHSTEIN JG. 1877 GEDEMÜTIGT / ENTRECHTET FLUCHT IN DEN TOD 6.12.1938          | Schmiedelstraße 9 ()            | Albert Rothstein                  |
| Stolperstein Kitzingen Paula Rothstein                            | HIER WOHNTE PAULA ROTHSTEIN GEB. EISENMANN JG. 1882 DEPORTIERT 1942 IZBICA ?                       | Schmiedelstraße 9 ()            | Paula Rothstein geb. Eisemann     |
| Stolperstein Kitzingen Günther Schlössinger                       | HIER WOHNTE GÜNTHER SCHLÖSSINGER JG. 1927 DEPORTIERT 1942 IZBICA ?                                 | Hindenburgring Süd 1 · ()       | Günther Schlössinger              |
| Stolperstein Kitzingen Klara Schlössinger                         | HIER WOHNTE KLARA SCHLÖSSINGER GEB. KATZMANN JG. 1886 DEPORTIERT 1942 IZBICA ?                     | Hindenburgring Süd 1 · ()       | Klara Schlössinger geb. Katzmann  |
| Stolperstein Kitzingen Moses Schlössinger                         | HIER WOHNTE MOSES SCHLÖSSINGER JG. 1890 DEPORTIERT 1942 IZBICA ?                                   | Hindenburgring Süd 1 · ()       | Moses Schlössinger                |
| Stolperstein Kitzingen Marktstraße 7 Frieda Schönfärber           | HIER WOHNTE FRIEDA SCHÖNFÄRBER GEB. ADLER JG. 1909 DEPORTIERT 1942 IZBICA ?                        | Marktstraße 7 · ()              | Frieda Schönfärber geb. Adler     |
| Stolperstein Kitzingen Marktstraße 7 Jacob Schönfärber            | HIER WOHNTE JAKOB SCHÖNFÄRBER JG. 1898 DEPORTIERT 1942 IZBICA ?                                    | Marktstraße 7 · ()              | Jacob Schönfärber                 |
| Stolperstein Kitzingen Würzburger Straße 5 Berta Schönfeld        | HIER WOHNTE BERTA SCHÖNFELD GEB. KLEIN JG. 1900 DEPORTIERT 1942 IZBICA ?                           | Würzburger Straße 5 · ()        | Berta Schönfeld geb. Klein        |
| Stolperstein Kitzingen Würzburger Straße 5 Sally Schie Schönfeld  | HIER WOHNTE SALLY SCHIE SCHÖNFELD JG. 1889 DEPORTIERT 1942 IZBICA ?                                | Würzburger Straße 5 · ()        | Sally Schie Schönfeld             |
| Stolperstein Kitzingen Rosenstraße 20 Josef Schuster              | HIER WOHNTE JOSEF SCHUSTER JG. 1906 ERSCHOSSEN VON SA 9.11.1938 'AUF DER FLUCHT'                   | Rosenstraße 20 ()               | Josef Schuster                    |
|                                                                   | HIER WOHNTE SIMON SONDER JG. 1867 DEPORTIERT 1942 THERESIENSTADT ERMORDET 21.10.1942               | Moltkestraße 14 · ()            | Simon Sonder                      |
|                                                                   | HIER WOHNTE ROSA STEIN GEB. ROSSMANN JG. 1880 DEPORTIERT 1942 KRASNICZYN ?                         | Moltkestraße 3 · ()             | Rosa Stein geb. Rossmann          |
| Stolperstein Kitzingen Rosenstraße 3 Hilde Stern                  | HIER WOHNTE HILDE STERN GEB. STERN JG. 1894 DEPORTIERT ?                                           | Rosenstraße 3 ()                | Hilde Stern geb. Stern            |
| Stolperstein Kitzingen Rosenstraße 3 Liselotte Stern              | HIER WOHNTE LIESELOTTE STERN JG. 1820 DEPORTIERT ?                                                 | Rosenstraße 3 ()                | Lieselotte Stern                  |
|                                                                   | HIER WOHNTE ROSA STERN GEB. MAYER JG. 1885 DEPORTIERT 1942 KRASNICYN ?                             | Schmiedelstraße 7 · ()          | Rosa Stern geb. Mayer             |
|                                                                   | HIER WOHNTE JETTE WILD JG. 1875 DEPORTIERT 1942 THERESIENSTADT ERMORDET 11.1.1943                  | Moltkestraße 14 · ()            | Jette Wild                        |
| Stolperstein Kitzingen Marktstraße 37 Lilli Willner               | HIER WOHNTE LILLI WILLNER GEB. FLAMM JG. 1908 DEPORTIERT 1941 RIGA ERSCHOSSEN 26.3.1942            | Marktstraße 37 · ()             | Lilli Willner geb. Flamm          |
| Stolperstein Kitzingen Paul-Eber-Straße 14 Leo Wohlgemuth         | HIER WOHNTE LEO WOHLGEMUTH JG. 1925 DEPORTIERT 1942 IZBICA ?                                       | Paul-Eber-Straße 14 ()          | Leo Wohlgemuth                    |
| Stolperstein Kitzingen Paul-Eber-Straße 14 Luise Wohlgemuth       | HIER WOHNTE LOUISE WOHLGEMUTH GEB. ICHENHÄUSER JG. 1892 DEPORTIERT 1942 IZBICA ?                   | Paul-Eber-Straße 14 ()          | Luise Wohlgemuth geb. Ichenhäuser |

## Verlegedaten
Die Kitzingen Stolpersteine wurden von Gunter Demnig an folgenden Tagen verlegt:
- Mai 2004
- Dezember 2004
- 18. Juli 2006
- 12. Februar 2008
- 25. Januar 2010
- 19. September 2015
- 10. März 2020

Typische Verlegesituationen in Kitzingen:

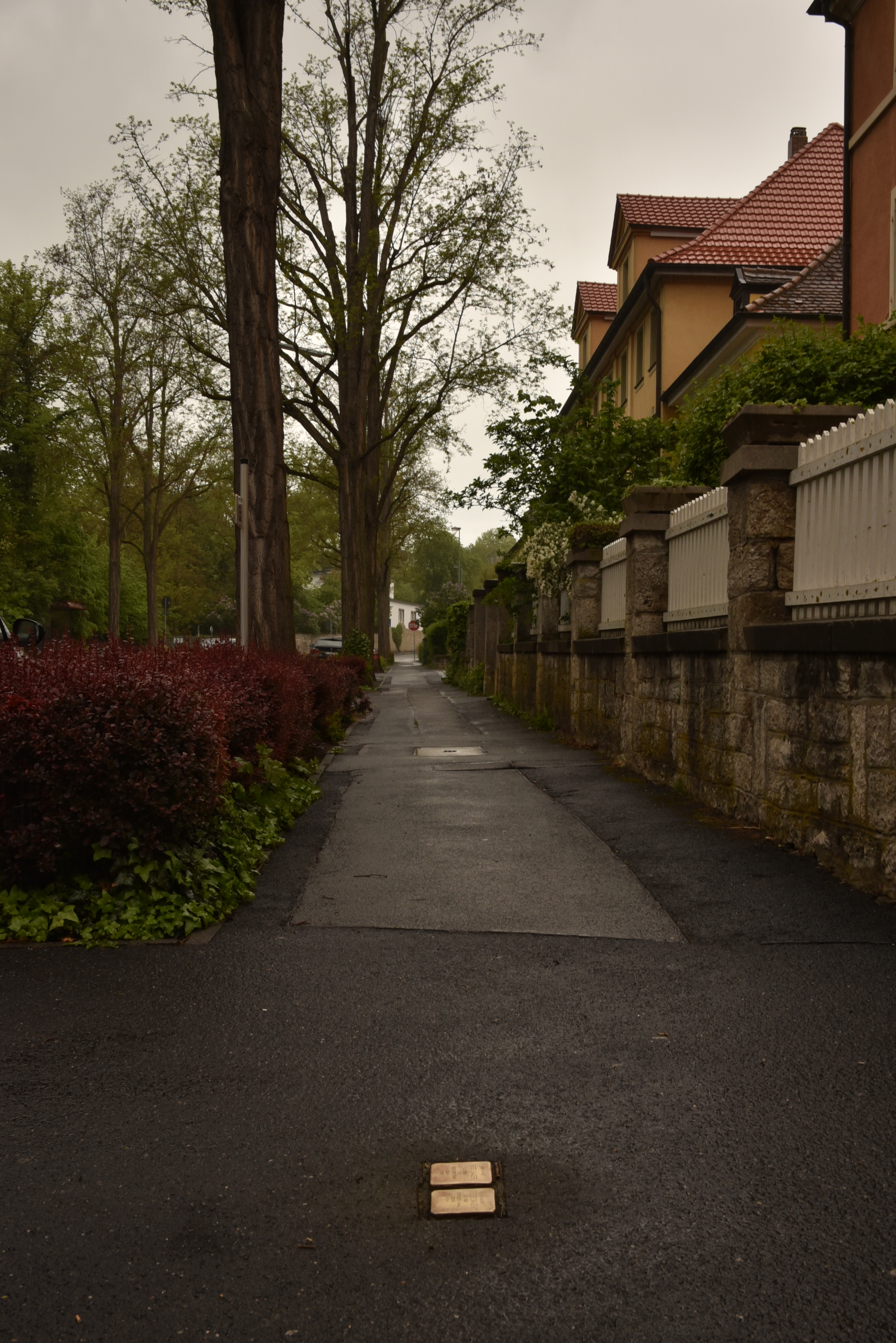
Kanzler-Stürzel-Straße 12
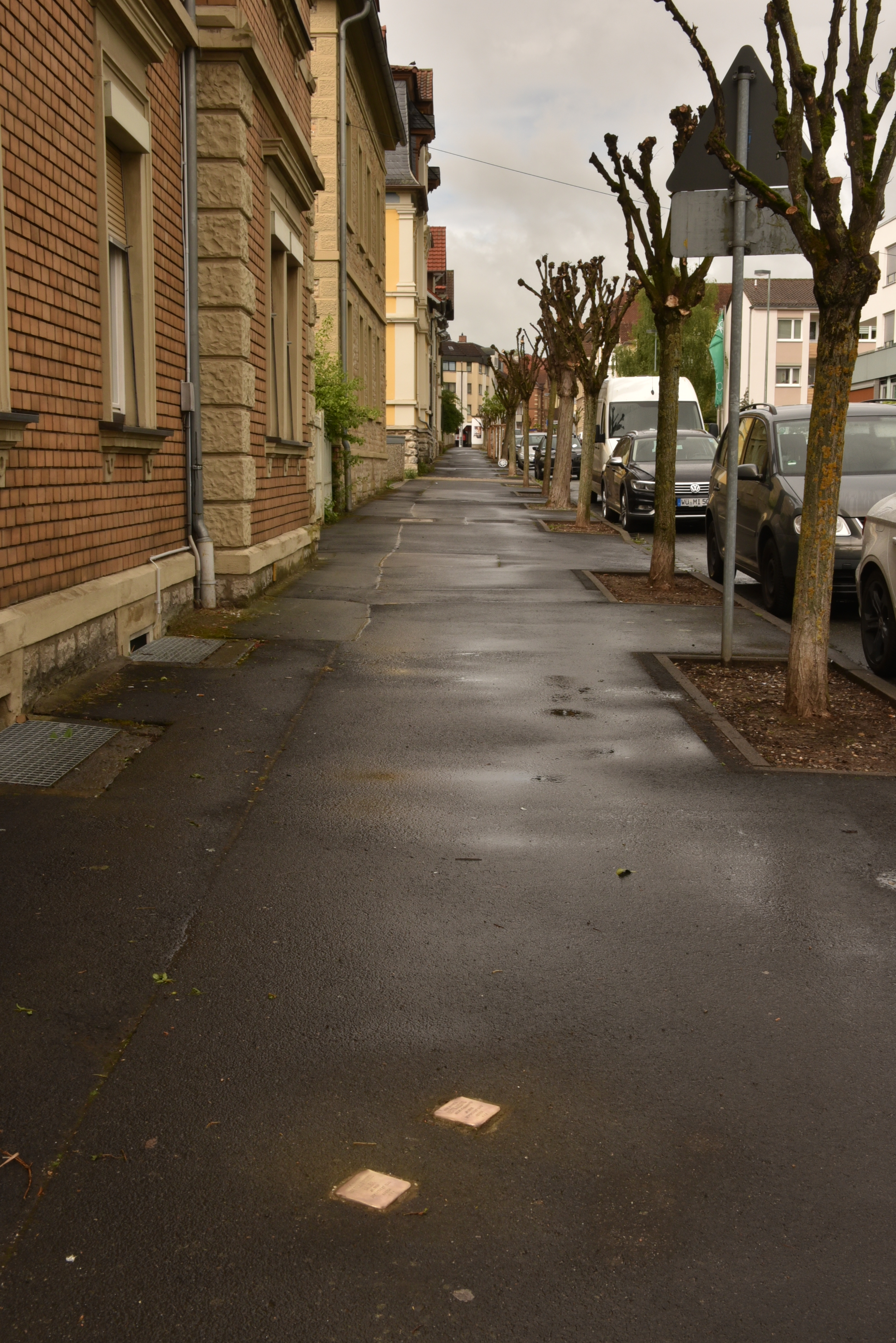
Paul-Eber-Straße 1
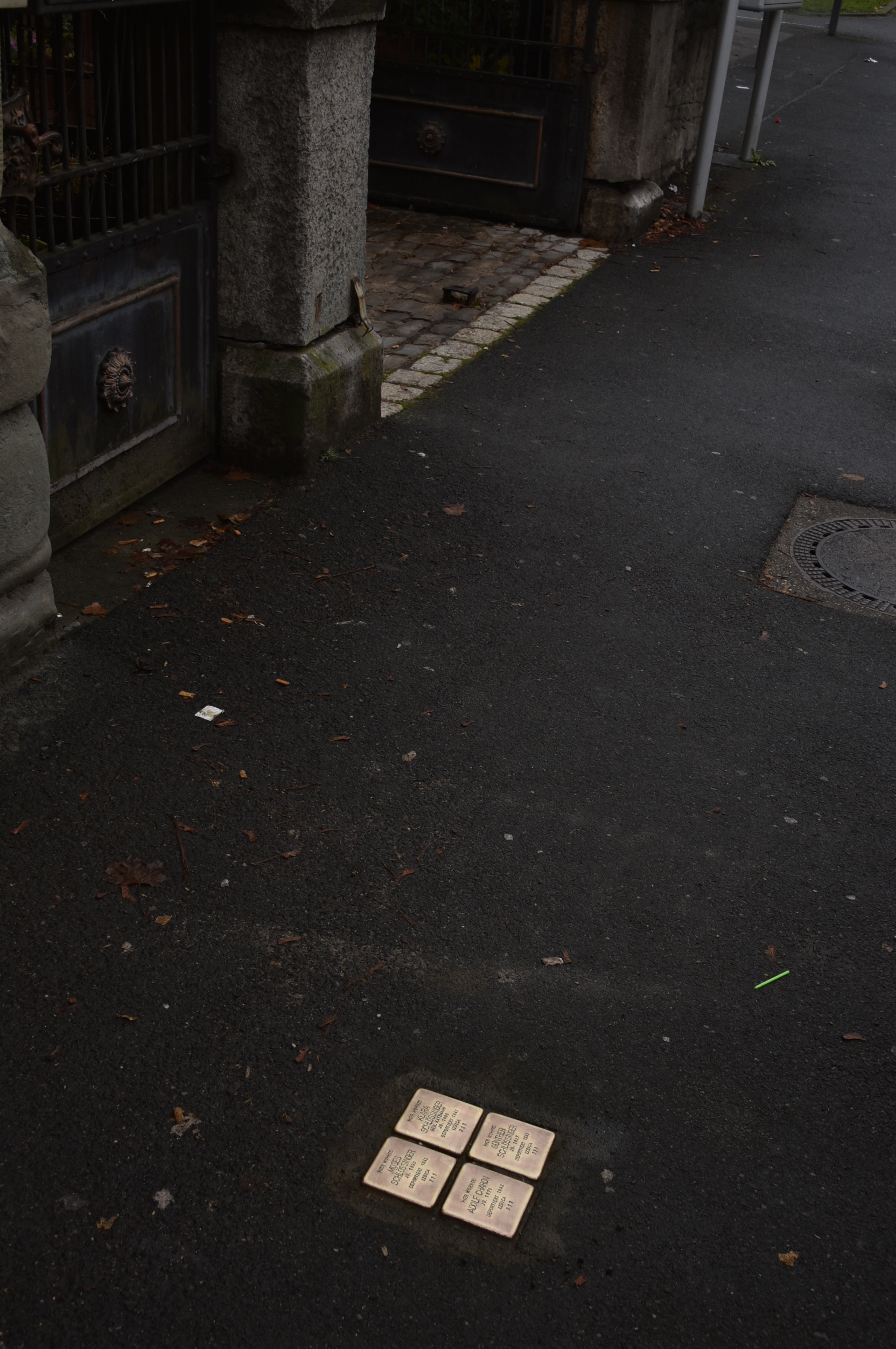
Hindenburgring Süd 1
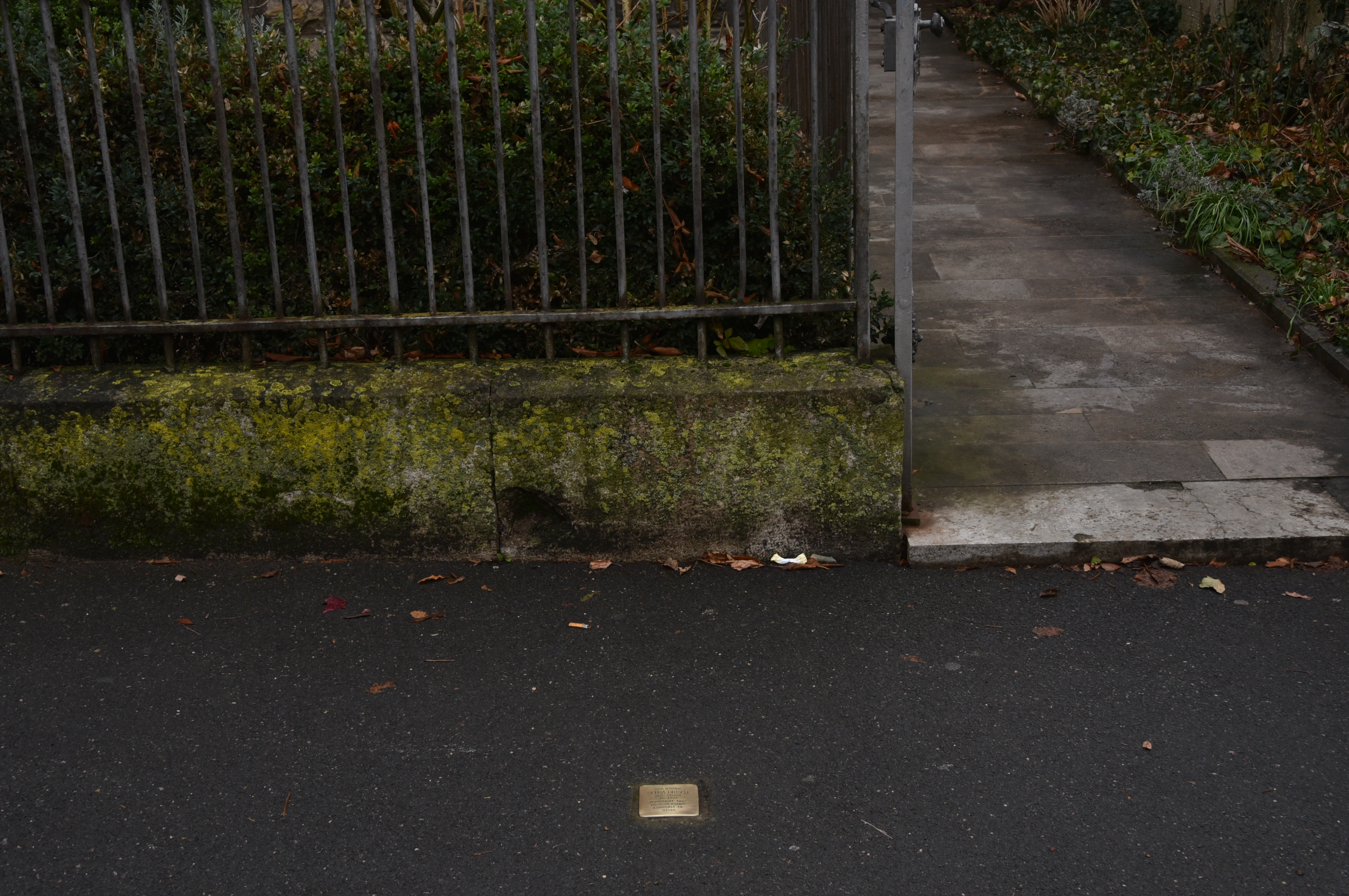
Schrannenstraße 36